# Хадстен
Хадстен (на датски: Hadsten) е град в източната част на Ютланд, Дания. През 2023 г. има 8 345 жители, което го прави най-голямото населено място в община Фавърсков.
Градът е основан през 1862 г. като железопътен град по линията между Орхус и Рандерс. Има няколко образователни институции. В него е развита металургична и електронна промишленост, за строителни материали, като и други.

## Известни личности
Родени в Хадстен
- Лине Холм (1975 – ), датска журналистка и писателка

- Изглед към града
- Увеселителен парк
- Квартал от Хадстен